# Jazanias (filho de Azur)
Jazanias (em hebraico: ya'azamuahu, lit. "Javé ouve") foi filho de Azur. Ele e Pelatias, filho de Benaia, eram os líderes do povo de Jerusalém no te0po do Exílio na Babilônia e contra quem Ezequiel profetizou.